# باسیل ام. میسیر
باسیل ام. میسیر (رومانیایی: Basile M. Missir؛ ۱۷ ژوئیهٔ ۱۸۴۳ – ۲۱ آوریل ۱۹۲۹) وکیل و سیاست‌مدار ارمنی‌تبار اهل رومانی بود. از تاریخ ۲۱ فوریه ۱۹۱۴ تا ۹ دسامبر ۱۹۱۶ ریاست مجلس سنای رومانی را برعهده داشت.

## زندگی‌نامه
وی در فوکشان در یک خانواده سرشناس ارمنی به دنیا آمد.